# 大相撲令和3年3月場所
大相撲令和3年3月場所（おおずもうれいわさんねんさんがつばしょ）は、2021年（令和3年）3月14日から3月28日までの15日間、東京都墨田区の両国国技館で開催されていた大相撲本場所である。

## 概要
新型コロナウイルス感染症（COVID-19）流行に伴い、先場所の1月場所に続いて、人数制限をかけての開催となった。当初は例年通り大阪市の大阪府立体育会館での開催を目指したが、新型コロナウイルス緊急事態宣言の再発令などもあり、力士など関係者の安全に配慮する形で大阪開催を断念し、令和2年7月場所から5場所連続での東京開催となった。なお、3月場所の東京開催は史上初である。
この影響で、当初国技館で3月14日に旗揚げ20周年記念興行を開催する予定だったプロレス団体ZERO1が、3月場所と重複した為、日本相撲協会からの要請を受け開催を中止した。
NHK大相撲中継ではこれまでと異なり、実況アナウンサーと解説者がマスクを着用するようになった。
3月場所に関する時系列
- 1月27日 - 春場所の番付編成会議を開催、武将山（藤島部屋）、貴健斗（常盤山部屋）の新十両昇進を決定[4]。
- 1月28日 - 協会理事会に於いて春場所を大阪でなく両国国技館で開催することを決定した[1]。
- 2月22日 - 協会臨時理事会において、2度にわたって協会の新型コロナウイルス感染対策ガイドライン違反行為を行った時津風親方に対して退職勧告及び退職金30％減額の懲戒処分が出される。これを受けて時津風は退職し、間垣親方が時津風を襲名して部屋を継承することとなった[5][6]。
- 3月1日 - 番付発表[7]。2019新型コロナウイルス感染者との濃厚接触の可能性があるため初日から休場した幕内、幕下は番付据え置き、十両は出場した力士の昇降とのバランスを取っての1枚降下という救済措置が取られた[8]。
- 3月5日 - 芝田山広報部長は、新型コロナウイルス感染拡大防止の観点からこの場所の前相撲を中止することを明かした。卒業式と新型コロナウイルスの感染拡大の時期が重なり、卒業式のために帰郷してから部屋に戻ると所属部屋にウイルスを持ち込みかねないためと芝田山広報部長は説明した[9]。
- 3月11日 - 横綱・鶴竜が5場所連続の休場[10]。
- 3月13日- 尾車事業部長が場所中に協会員から新型コロナウイルスの新規感染者が出た場合について「場所自体を中止にすることはないと思う」と説明した[11]。
- 3月11日 - 10日に実施したPCR検査で山響部屋と尾上部屋の部屋付き親方（小野川、音羽山）の新型コロナウイルス感染が判明[12]。
- 3月13日 - 親方の感染が判明した山響・尾上両部屋の全休を発表[13]。
- 3月16日
  - 横綱・白鵬が3日目から休場（5場所連続）[14][15]。
  - 西前頭11枚目・琴勝峰が3日目から休場[16]（12日目から再出場[17]）。
- 3月22日 - 東十両7枚目・宇良が休場（11日目から再出場[17]）。
- 3月23日 - 東前頭5枚目・遠藤が休場[17]。
- 3月24日 - 横綱・鶴竜が引退、年寄・鶴竜を襲名[18]。

## 番付・星取表
幕内
| 東方                                 | 東方       | 東方     | 番付   | 西方     | 西方      | 西方         |
| 備考                                 | 成績       | 力士名   | 番付   | 力士名   | 成績      | 備考         |
| ------------------------------------ | ---------- | -------- | ------ | -------- | --------- | ------------ |
|                                      | 2勝1敗12休 | 白鵬     | 横綱   | 鶴竜     | 10休      | 11日目に引退 |
|                                      | 7勝8敗     | 正代     | 大関   | 朝乃山   | 10勝5敗   |              |
| カド番                               | 10勝5敗    | 貴景勝   | 大関   |          |           |              |
| 幕内最高優勝 殊勲賞 場所後大関再昇進 | 12勝3敗    | 照ノ富士 | 関脇   | 隆の勝   | 8勝7敗    |              |
|                                      | 10勝5敗    | 髙安     | 小結   | 御嶽海   | 8勝7敗    |              |
|                                      |            |          | 小結   | 大栄翔   | 8勝7敗    | 再小結       |
|                                      | 3勝12敗    | 宝富士   | 前頭1  | 阿武咲   | 4勝11敗   |              |
|                                      | 9勝6敗     | 北勝富士 | 前頭2  | 若隆景   | 10勝5敗   | 技能賞       |
| 敢闘賞                               | 10勝5敗    | 明生     | 前頭3  | 志摩ノ海 | 4勝11敗   |              |
|                                      | 7勝8敗     | 霧馬山   | 前頭4  | 妙義龍   | 7勝8敗    |              |
|                                      | 5勝5敗5休  | 遠藤     | 前頭5  | 隠岐の海 | 3勝12敗   |              |
|                                      | 5勝10敗    | 玉鷲     | 前頭6  | 逸ノ城   | 7勝8敗    |              |
|                                      | 7勝8敗     | 栃ノ心   | 前頭7  | 輝       | 6勝9敗    |              |
|                                      | 6勝9敗     | 琴ノ若   | 前頭8  | 翔猿     | 10勝5敗   |              |
|                                      | 8勝5敗2休  | 千代の国 | 前頭9  | 豊昇龍   | 8勝7敗    |              |
|                                      | 5勝10敗    | 翠富士   | 前頭10 | 竜電     | 6勝9敗    |              |
|                                      | 6勝9敗     | 千代大龍 | 前頭11 | 琴勝峰   | 1勝6敗8休 |              |
|                                      | 7勝8敗     | 明瀬山   | 前頭12 | 碧山     | 11勝4敗   | 敢闘賞       |
|                                      | 8勝7敗     | 照強     | 前頭13 | 千代翔馬 | 8勝7敗    |              |
|                                      | 8勝7敗     | 琴恵光   | 前頭14 | 剣翔     | 9勝6敗    | 再入幕       |
|                                      | 4勝10敗1休 | 豊山     | 前頭15 | 英乃海   | 10勝5敗   | 再入幕       |
|                                      | 8勝7敗     | 魁聖     | 前頭16 | 大奄美   | 9勝6敗    | 再入幕       |

十両
| 東方   | 東方       | 東方     | 番付   | 西方     | 西方    | 西方   |
| 備考   | 成績       | 力士名   | 番付   | 力士名   | 成績    | 備考   |
| ------ | ---------- | -------- | ------ | -------- | ------- | ------ |
|        | 7勝8敗     | 德勝龍   | 十両1  | 天空海   | 8勝7敗  |        |
|        | 9勝6敗     | 石浦     | 十両2  | 大翔丸   | 6勝9敗  |        |
|        | 9勝6敗     | 千代丸   | 十両3  | 千代ノ皇 | 8勝7敗  |        |
|        | 9勝6敗     | 炎鵬     | 十両4  | 佐田の海 | 6勝9敗  |        |
|        | 5勝10敗    | 美ノ海   | 十両5  | 旭秀鵬   | 6勝9敗  |        |
|        | 6勝9敗     | 若元春   | 十両6  | 千代鳳   | 4勝11敗 |        |
|        | 10勝4敗1休 | 宇良     | 十両7  | 東龍     | 9勝6敗  |        |
|        | 7勝8敗     | 旭大星   | 十両8  | 松鳳山   | 8勝7敗  |        |
|        | 5勝10敗    | 水戸龍   | 十両9  | 白鷹山   | 11勝4敗 |        |
|        | 10勝5敗    | 貴源治   | 十両10 | 矢後     | 4勝11敗 |        |
|        | 7勝8敗     | 東白龍   | 十両11 | 貴健斗   | 7勝8敗  | 新十両 |
|        | 7勝8敗     | 千代の海 | 十両12 | 錦富士   | 7勝8敗  | 再十両 |
|        | 10勝5敗    | 常幸龍   | 十両13 | 錦木     | 7勝8敗  |        |
| 新十両 | 7勝8敗     | 武将山   | 十両14 | 一山本   | 10勝5敗 | 再十両 |

※ 赤文字は優勝力士の成績。

## 優勝争い
令和3年3月場所は7日目終了時点で、6勝1敗で関脇・照ノ富士、小結・高安、平幕・千代の国が並んでいた。
8日目には、千代の国が敗れ、さらに照ノ富士と高安の直接対決が組まれ、これに高安が勝利し、単独トップに立った。
10日目には、2敗力士が消え、高安が9勝1敗で単独トップ。7勝3敗で照ノ富士、千代の国に加え、大関・朝乃山、平幕・翔猿が追う展開となった。
しかし、11日目には高安が不調の大関・正代に敗れ、2敗に後退。同日には、千代の国も敗れ、4敗に後退。
12日目には、翔猿は明生に敗れ、4敗に後退。
13日目には、高安は若隆景に激戦の末、敗れて3敗に後退。同日には朝乃山が貴景勝に敗れて、4敗に後退する一方、照ノ富士は正代を圧倒し、3敗を守った。この時点で、3敗で照ノ富士、高安が並ぶこととなった。
14日目には、高安は翔猿に首捻りで敗れ、4敗目を喫した。照ノ富士は朝乃山を破り、3敗を死守。優勝争いは、3敗の照ノ富士が単独トップに立ち、4敗で貴景勝、高安、碧山が追う展開となった。　
千秋楽は、高安と碧山の対戦が組まれ、碧山が叩き込みで高安を破った。
照ノ富士と貴景勝の直接対戦は、照ノ富士が土俵際まで追い込まれるものの、逆襲の末、押し出しで貴景勝を破り、4場所ぶり3度目の優勝が決定した。　

## 備考
照ノ富士は3度目の優勝を果たし、直近3場所三役で36勝をあげ、大関昇進となった。また、関脇以下の地位で3度目の優勝を果たすのは、史上初のことであった。
横綱陣は、鶴竜が場所前の肉離れの影響で初日から休場。場所中に引退を発表した。
白鵬は2連勝スタートをするも、膝の怪我の影響で3日目から休場した。
大関陣は、朝乃山、貴景勝は10勝5敗となるものの、正代は一時期平幕相手に3連敗したことも響き、千秋楽に負け越し、7勝8敗となり、5月場所をカド番でむかえることとなる。
三賞は殊勲賞に3大関を破り、優勝した照ノ富士。
技能賞におっつけを武器に、二大関を倒し、上位で10勝5敗の好成績をあげた若隆景が自身初の三賞受賞。
敢闘賞は上位で活躍した高安と明生、そして平幕で星を伸ばした碧山が千秋楽の勝利を条件に受賞対象となった。
明生は勝利し、10勝5敗で場所を終え、敢闘賞を受賞。高安と碧山は直接対決となり、碧山が勝利し、敢闘賞を受賞した。